# サハラ・ラスベガス
サハラ・ラスベガス（Sahara Las Vegas）は、アメリカ合衆国ネバダ州ラスベガスにあるカジノホテル。ラスベガスで最も古いホテルの一つ。当ホテルはラスベガスモノレールの北端駅であるサハラ駅と接続している。

## 概要
1952年に完成した高級ホテル。2013年から2019年までは名称をSLS・ホテル、Wホテルに変更。2019年に元の名称に戻る。テーマはサハラ砂漠やエジプト。

## 歴史
1947年にクラブ・ビンゴとしてオープン。1952年にサハラという名称に改称。1960年に14回建てのタワー棟を増設。1963年には24回建てのタワー練を増設。
1960年代に入ると近くに大型のホテルが登場し、サハラは低迷する。Paul Lowdenが1982年にサハラを買収、1988年に３棟目のタワーを増設。
1995年にLowdenはBill Bennettにサハラを売却。巨大な投資によりリニューアルを行う。
2007年には、Sam Nazarian率いる投資グループがサハラを取得し、2011年5月16日にサハラはクローズする。2013年大幅なリニューアル後に名称をSLS・ラスベガスとする。テーマはカリフォルニアのちょっとシックなデザイン・ホテル。運営はマリオット。しかしこのコンセプトはうまくいかず、2015年、 Nazarianは株を手放し名称をWホテルに変更する。新たにホテルを取得したMerulo Groupは、マリオットとの契約が終わる2019年まで名称をSLS・ラスベガスに戻す。
2019年8月29日、名称がサハラ・ラスベガスに戻る。

## 映画の中のサハラ・ホテル
- 「 Painting the Clouds with Sunshine」（1951）
- 「オーシャンズ11」（1960）
- 「ビバ・ラス・ベガス」（1964）
- 「探偵ハード&マック」（1983)
- 「ルーニー・チューンズ」（2003）

## アメニティ
- アミーナ スパ
- フィットネス ステュディオ
- ETC. (ストア)